# Audincourt
Audincourt település Franciaországban, Doubs megyében. Lakosainak száma 14 009 fő (2022. január 1.). Audincourt Montbéliard, Seloncourt, Taillecourt, Valentigney és Voujeaucourt községekkel határos.

## Népesség
A település népességének változása:
| Lakosok száma | 13 488 | 17 454 | 16 361 | 14 637 | 14 552 | 14 121 | 13 387 | 13 341 | 13 542 | 14 009 |
|               | 1968   | 1982   | 1990   | 2006   | 2013   | 2015   | 2017   | 2019   | 2020   | 2022   |